# Gwächtenhorn
Das Gwächtenhorn ist ein 3420 m ü. M. hoher Gipfel der Urner Alpen, unweit des Sustenpasses.
Über den Gipfel verläuft in West-Ost-Richtung die Grenze zwischen den schweizerischen Kantonen Bern und Uri.
Da sein höchster Punkt vergletschert ist, ist eine unterschiedliche Höhenangabe von Kartenausgabe zu Kartenausgabe normal. Westlich des Hauptgipfels liegt die Tierberglimi (auch Chelenlücke genannt), gegenüber der Lücke befindet sich der Hinter Tierberg (3447 m ü. M.). Der flache östliche Grat des Gwächtenhorns fällt sacht auf 3159 Meter ab, um wieder sanft zum Rot Stock (3183,3 m ü. M.) anzusteigen. Der Grat führt weiter in östlicher Richtung zu einem Nebengipfel des Sustenhorns (auf 3315 m ü. M.), der Hauptgipfel des Sustenhorns mit 3504 Meter Höhe befindet sich nördlich davon.
Die südliche Flanke fällt vom südlichen Nebengipfel als Felswand zum Chelengletscher im Göschenertal steil ab. Die Nordflanke wird vom Steingletscher dominiert. Der Firnschnee fliesst, nachdem er zu Gletschereis geworden ist, in nordöstlicher Richtung hinab, da sich genau nördlich ein eisfreier Felsrücken befindet, an dessen Fuss sich der Gipfelstrom mit dem von der Chelenlücke verbindet. Zwei weitere Felsrücken befindet sich tiefer an der Nordflanke und bilden den Tierberg und den Bockberg. Auf dem Tierberg befindet sich die Tierberglihütte (2797 m ü. M.), die von der Sektion Baselland des Schweizer Alpen-Clubs betreut wird. 
Der Gipfel ist über die Ostflanke in einer vergleichsweise einfachen Gletschertour zu besteigen.